# Vannozza dei Cattanei
Vannozza dei Cattanei (Mantua (?), 1442 – Rome, 26 november 1518) was een van de maîtresses van paus Alexander VI.

## Biografie

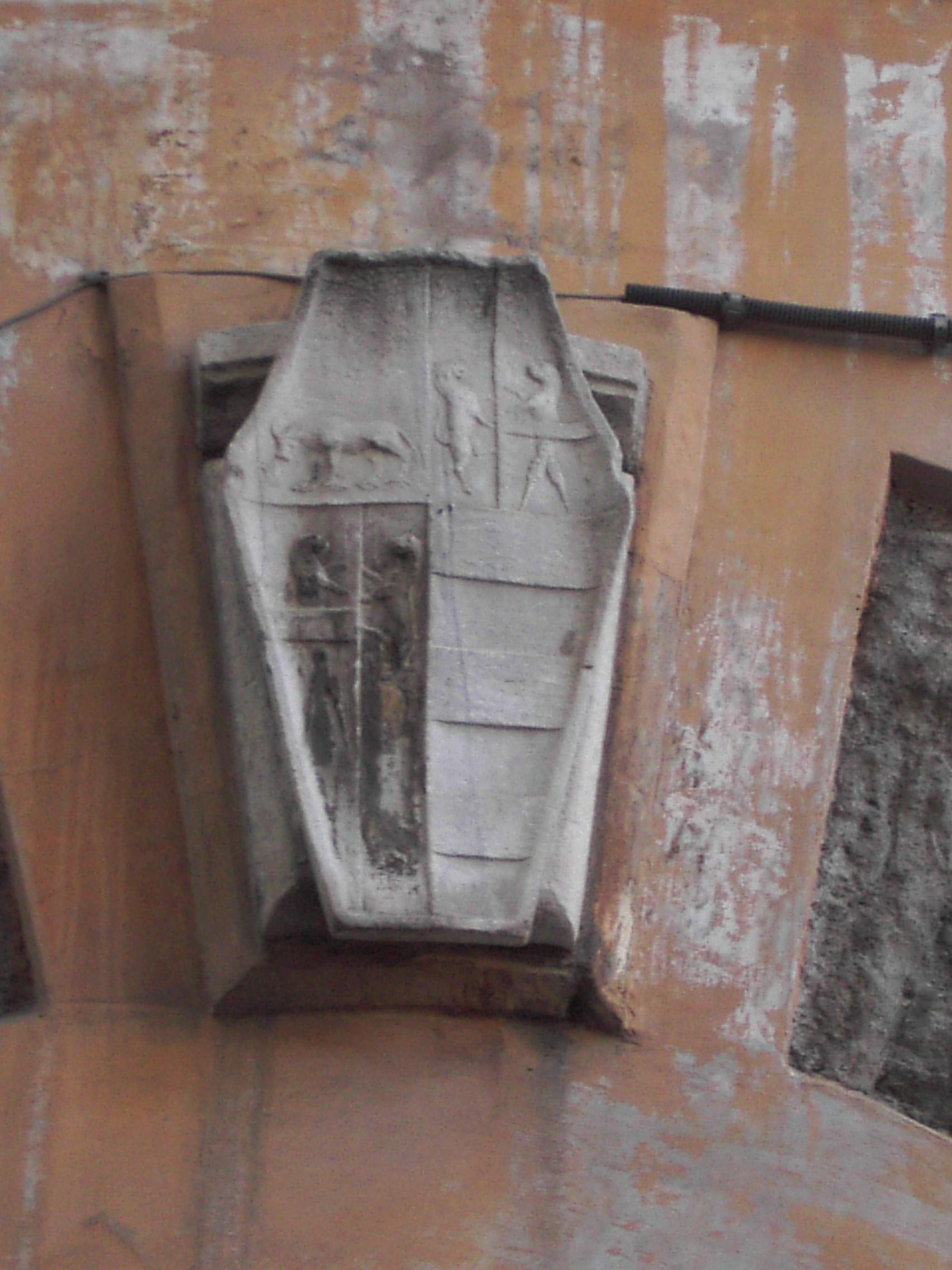
Haar wapenschild

Vannozza was de dochter van Giacomo de Candia, Conte di Cattaneis en Mencia Pinctoris. Op jonge leeftijd verhuisde zij met haar familie naar Rome, waar Vannozza verschillende herbergen runde waaronder de Albergo dell’Angelo Leone in Borgo en de Locanda della Vacca aan het Campo de’ Fiori. Een plaquette herinnert aan deze periode, een wapen waarop onder meer het wapensymbool van paus Alexander VI, de stier, te zien is. De Locanda della Vacca was een ontmoetingsplaats van hooggeplaatste personen, die daar ook gebruik maakten van de diensten van prostituees die in dienst waren van Vannozza. Het is waarschijnlijk hier, dat zij kennismaakte met Alexander VI, toen nog kardinaal de Borja. Overigens zou Vannozza in die periode ook een relatie hebben gehad met Giuliano della Rovere, de latere paus Julius II.
Uit de relatie die Vannozza opbouwde met Alexander VI, die al enige maîtresses gehad had van wie hij ook kinderen had, kwamen vier kinderen voort:
- Giovanni Borgia (1474-1497)
- Cesare (1475-1507)
- Lucrezia (1480-1519)
- Gioffre (1482-1522)

Alexander maakte er geen geheim van dat de vier kinderen van hem waren, hoewel allen werden geregistreerd als 'buitenechtelijk'. Dat blijkt ook uit de pauselijke bul in 1493 ten tijde van Cesare's verheffing tot kardinaal. De bul stelt dat de vader van Cesare de eerste echtgenoot van Vannozza, Domenico Giannotti da Rignano, was. Zo werd een kerkelijke bepaling omzeild die het kardinaalschap verbond aan illegitieme geboorte.  
Om de opvoeding en de verzorging van maîtresse en kinderen te garanderen, arrangeerde Alexander VI voor Vannozza diverse huwelijken. Bekend is dat zij driemaal trouwde, hoewel er ook een vierde echtgenoot genoemd wordt.
- Domenico Giannotti da Rignano
- Antonio da Brescia[2]
- Giorgio della Croce
- Carlo Canale

In de loop van de jaren 80 van de 15e eeuw namen de betrekkingen tussen Vannozza en Alexander VI af, mede doordat zij inmiddels vervangen was door een andere maîtresse, Giulia Farnese. Toch bleef Alexander Vannozza en haar kinderen, van wie Cesare en Lucrezia tijdens zijn pontificaat een opmerkelijke rol zouden spelen, geldelijk ondersteunen.

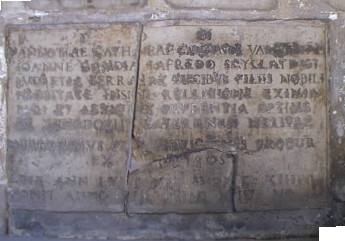
grafsteen Vannozza dei Cattanei

Op latere leeftijd leidde Vannozza een teruggetrokken leven, waarbij zij zich meer inzette voor liefdadigheidswerk. Na haar dood op 26 november 1518 werd zij bijgezet in een speciaal ingerichte kapel in de Santa Maria del Popolo. Deze kapel, alsmede haar graf, zou tijdens de plundering van Rome in 1527 worden verwoest. Het enige restant van haar graf, een gedeelte van de zerk, werd later in de Basiliek van San Marco geplaatst.